# Portas (Pontevedra)
Portas ist eine galicische Gemeinde in der Provinz Pontevedra im Nordwesten Spaniens mit 2.781 Einwohnern (Stand: 2024). 

## Gemeindegliederung
Die Gemeinde Portas ist in vier Parroquias gegliedert:
| Parroquias | Patrozinium  | Einwohner 2024 | Fläche km² | Dichte Einw./km² | Höhe msnm | Ortskennzahl |
| ---------- | ------------ | -------------- | ---------- | ---------------- | --------- | ------------ |
| Briallos   | San Cristovo | 355            | 3,28       | 108              | 40        | 36040010000  |
| Lantaño    | San Pedro    | 674            | 4,85       | 139              | 63        | 36040020000  |
| Portas     | Santa María  | 885            | 7,99       | 111              | 74        | 36040030000  |
| Romai      | San Xián     | 909            | 6,50       | 140              | 0         | 36040040000  |

## Wirtschaft
| Ackerbau, Viehzucht und Fischerei                                                  | 051   | 04,74  |
| Industrie                                                                          | 0195  | 018,12 |
| Bauwirtschaft                                                                      | 0148  | 013,75 |
| Dienstleistungsbetriebe                                                            | 0682  | 063,38 |
| Total                                                                              | 1.076 | 100,00 |
| * Daten aus dem Statistischen Amt für Wirtschaftliche Entwicklung in Galicien, IGE |       |        |